# Любимов, Александр Владимирович (разведчик)
Александр Владимирович Любимов (14.05.1919 — 17.07.1999) — разведчик 246-го гвардейского стрелкового полка (82-я гварде́йская стрелко́вая Запорожская Краснознамённая ордена Богдана Хмельницкого диви́зия, 29-й гвардейский стрелковый корпус, 8-я гвардейская армия, 1-й Белорусский фронт), гвардии сержант, участник Великой Отечественной войны, кавалер ордена Славы трёх степеней.

## Биография
Родился 14 мая 1919 года в городе Киев. Из семьи рабочего. Русский.
В возрасте 4 лет остался круглым сиротой. Жил и воспитывался в детском доме. Окончил 8 классов средней школы. Работал учеником токаря, затем токарем на судостроительном заводе «Ленинская кузница» в Киеве. После начала Великой Отечественной войны, летом 1941 года, был эвакуирован в Ташкент, где трудился на оборонном предприятии.
В Красную армию призван Сталинским районным военкоматом города Ташкента Узбекской ССР в марте 1943 года. Участник Великой Отечественной войны с октября 1943 года. Весь боевой путь прошёл в рядах 82-й стрелковой дивизии, сначала был бронебойщиком, но очень скоро толкового и отважного бойца перевели в полковую разведку.
Разведчик 246-го гвардейского стрелкового полка (82-я гвардейская стрелковая дивизия, 8-я гвардейская армия, 3-й Украинский фронт) гвардии красноармеец Любимов Александр Владимирович отличился в Никопольско-Криворожской наступательной операции. В бою за хутор Отрадный Апостоловского района Днепропетровской области Украинской ССР 29 января 1944 года, когда огонь немецкого пулемёта остановил продвижение стрелковых подразделений, он сумел незаметно подобраться близко к пулемётной точке и автоматным огнём уничтожил весь расчёт. Затем броском забежав в немецкий окоп, развернул пулемёт и открыл из него огонь по врагу. Воспользовавшись его отважными действиями, рота поднялась в атаку и стремительно заняла немецкую траншею.
За образцовое выполнение боевых заданий Командования на фронте борьбы с немецкими захватчиками и проявленные при этом доблесть и мужество приказом частям 82-й гвардейской стрелковой дивизии № 51/н от 3 апреля 1944 года гвардии красноармеец Любимов Александр Владимирович награждён орденом Славы 3-й степени.
Разведчик 246-го гвардейского стрелкового полка (подчинённость та же, 1-й Белорусский фронт) гвардии ефрейтор Любимов Александр Владимирович проявил себя отважным и отличным разведчиком в боях на Магнушевском плацдарме в Польше. В ночь на 6 октября 1944 года в составе разведгруппы скрытно пробрался к переднему краю обороны противника, когда тщательно замаскированный немецкий пулемётчик подпустил разведчиков на минимальное расстояние и внезапно открыл по ним прицельный огонь. В первые же секунды несколько бойцов получили ранения, возникла угроза гибели всех остальных. Тогда Александр Любимов поднялся во весь рост, бросился на пулемёт и точным броском гранаты уничтожил пулемётчика. Своими действиями он спас остальных товарищей. Более того, он добежал под немецким огнём до огневой точки, захватил документы убитого солдата, затем вернулся к своим и выносил под ураганным обстрелом раненых товарищей на наши позиции.
За образцовое выполнение боевых заданий Командования на фронте борьбы с немецкими захватчиками и проявленные при этом доблесть и мужество приказом войскам 8-й гвардейской армии № 418/н от 12 ноября 1944 года гвардии ефрейтор Любимов Александр Владимирович награждён орденом Славы 2-й степени.
Разведчик 246-го гвардейского стрелкового полка (подчинённость та же) гвардии сержант Любимов Александр Владимирович вновь отличился в ходе боевых действий на Магнушевском плацдарме. Прекрасно понимая стратегическое значение плацдарма и то, что с него рано или поздно начнётся новое наступление советских войск, немецкое командование организовало против него мощную многоэшелонированную оборону, тщательно замаскировав её от наблюдения с воздуха и обратив особое внимание на прикрытие своего переднего края. Советские разведгруппы не могли скрытно приблизиться к переднему краю немецкой обороны для захвата «языка», обнаруживались противником далеко на нейтральной полосе, подвергались мощному обстрелу и несли большие потери. Между тем срок наступления приближался, а командование армии не имело сведений о вражеской обороне. Нарастала угроза срыва наступления в самом начале. Тогда разведчики 82-й гвардейской стрелковой дивизии предложили нестандартный способ захвата языка путём устройства подкопа под немецкую траншею. В числе других несколько недель на рытье подкопа с соблюдением строжайших мер скрытности работал и А. В. Любимов. Он же был отобран и для участия в операции, получив задачу прикрытия отхода группы. В ночь на 16 декабря он с разведгруппой проник через подкоп на немецкую позицию в районе села Цихры-Стары (западнее города Магнушев, Польша). Обнаружив блиндаж с немецкими солдатами и пулемётное гнездо, он скрытно занял позицию в непосредственной близости от них. По сигналу командира группы на начало захвата, уничтожил гранатами и блиндаж и пулемётчиков, а затем открыл огонь из ручного пулемёта по сбегавшимся на звуки стрельбы немцам. Огнём из пулемёта и гранатами сдерживал натиск врага, пока товарищи с захваченным контрольным пленным не отошли далеко на нейтральную полосу, а затем последним покинул немецкую траншею. Отразив огнём все попытки преследовать и выдержав мощнейший пулемётно-миномётный обстрел, благополучно добрался до своих позиций. Задача была выполнена.
За образцовое выполнение боевых заданий Командования на фронте борьбы с немецкими захватчиками и проявленные при этом доблесть и мужество Указом Президиума Верховного Совета СССР от 24 марта 1945 года гвардии сержант Любимов Александр Владимирович награждён орденом Славы 1-й степени.
После Победы служил в том же полку в составе Группы советских оккупационных войск в Германии. Был помощником командира взвода пешей разведки. В 1947 году гвардии старшина А. В. Любимов был демобилизован.
Жил и работал в городах Киев и Ленинград. В 1958 году переехал в Калининград, в октябре того же года поступил на работу в городскую контору «Горсвет» (вскоре переименована в предприятие «Калининградские городские уличные электросети») электромонтёром, в феврале 1959 года стал мастером района электросетей. С июня 1970 года трудился электриком в городском агентстве «Союзпечать». В апреле 1988 года вышел на пенсию.
Жил в городе Калининграде (областной центр). Скончался 17 июля 1999 года. Похоронен на городском кладбище Калининград на Балтийском шоссе.

## Награды
- Орден Отечественной войны I степени (11.03.1985)[2]
- Орден Славы 1-й (24.03.1945)[3], 2-й (12.11.1944)[4] и 3-й (03.04.1944)[5] степеней
- медали, в том числе:

- - «В ознаменование 100-летия со дня рождения Владимира Ильича Ленина» (6 апреля 1970)
  - «За победу над Германией» (9 мая 1945[6])[7]
  - «За взятие Берлина» (9.06.1945)[8]
  - «20 лет Победы в Великой Отечественной войне 1941—1945 гг.» (7 мая 1965[9])
  - «30 лет Победы в Великой Отечественной войне 1941—1945 гг.»[10]
  - «30 лет Советской Армии и Флота»[11]
  - «40 лет Вооружённых Сил СССР»[12]
  - «50 лет Вооружённых Сил СССР» (26 декабря 1967[13])
- Знак «25 лет победы в Великой Отечественной войне» (1970)

## Память
- На могиле установлен надгробный памятник.
- Его имя увековечено в Главном Храме Вооружённых сил России, и навсегда запечатлено на мемориале «Дорога памяти».